# العلاقات الأوغندية السعودية
العلاقات الأوغندية السعودية هي العلاقات الثنائية التي تجمع بين أوغندا والسعودية.

## مقارنة بين البلدين
هذه مقارنة عامة ومرجعية للدولتين:
| وجه المقارنة                                              | أوغندا                        | السعودية        |
| --------------------------------------------------------- | ----------------------------- | --------------- |
| المساحة (كم2)                                             | 241.04 ألف                    | 2.25 مليون      |
| عدد السكان (نسمة)                                         | 42.86 مليون                   | 33.00 مليون     |
| الكثافة السكانية (ن./كم²)                                 | 177.81                        | 14.67           |
| العاصمة                                                   | كامبالا                       | الرياض، الدرعية |
| اللغة الرسمية                                             | لغة إنجليزية، اللغة السواحلية | اللغة العربية   |
| العملة                                                    | شيلينغ أوغندي                 | ريال سعودي      |
| الناتج المحلي الإجمالي (بليون دولار)                      | 25.89 مليار                   | 683.83 مليار    |
| الناتج المحلي الإجمالي (تعادل القوة الشرائية) بليون دولار | 72.25 مليار                   | 1.69 تريليون    |
| الناتج المحلي الإجمالي الاسمي للفرد دولار أمريكي          | 705                           | 20.48 ألف       |
| الناتج المحلي الإجمالي للفرد دولار أمريكي                 | 1.77 ألف                      | 52.01 ألف       |
| مؤشر التنمية البشرية                                      | 0.483                         | 0.837           |
| رمز المكالمات الدولي                                      | +256                          | +966            |
| رمز الإنترنت                                              | .ug                           | .sa             |
| المنطقة الزمنية                                           | ت ع م+03:00                   | ت ع م+03:00     |

## منظمات دولية مشتركة
يشترك البلدان في عضوية مجموعة من المنظمات الدولية، منها:
| علم المنظمة | اسم المنظمة                               | تاريخ انضمام أوغندا | تاريخ انضمام السعودية |
| ----------- | ----------------------------------------- | ------------------- | --------------------- |
|             | يونسكو                                    | 9 نوفمبر 1962       | 4 نوفمبر 1946         |
|             | البنك الدولي للإنشاء والتعمير             | 27 سبتمبر 1963      | 26 أغسطس 1957         |
|             | منظمة حظر الأسلحة الكيميائية              | ?                   | ?                     |
|             | الأمم المتحدة                             | 25 أكتوبر 1962      | 24 أكتوبر 1945        |
|             | مؤسسة التمويل الدولية                     | 27 سبتمبر 1963      | 18 سبتمبر 1962        |
|             | المركز الدولي لتسوية المنازعات الاستشارية | 14 أكتوبر 1966      | 7 يونيو 1980          |
|             | منظمة التعاون الإسلامي                    | ?                   | 25 سبتمبر 1969        |
|             | وكالة ضمان الاستثمار متعدد الأطراف        | 10 يونيو 1992       | 12 أبريل 1988         |
|             | الاتحاد البريدي العالمي                   | ?                   | ?                     |
|             | مؤسسة التنمية الدولية                     | 27 سبتمبر 1963      | 30 ديسمبر 1960        |
|             | منظمة الشرطة الجنائية الدولية             | ?                   | 13 يونيو 1956         |
|             | منظمة التجارة العالمية                    | ?                   | 11 نوفمبر 2005        |
|             | البنك الإفريقي للتنمية                    | ?                   | 4 أغسطس 1963          |
|             | الاتحاد الدولي للاتصالات                  | 8 مارس 1963         | 7 فبراير 1949         |

## وصلات خارجية
- موقع وزارة الخارجية الأوغندية
- موقع وزارة الخارجية السعودية